# Schneider vs. Bax
Schneider vs. Bax és un thriller de comèdia neerlandès del 2015 dirigit per Alex van Warmerdam, protagonitzat per Tom Dewispelaere i Warmerdam. Explica la història d'un assassí per contracte que un dia ha d'assassinar un escriptor solitari.

## Argument
El dia del seu aniversari, Schneider és despertat per la seva dona i dues filles petites que porten regals i estan planejant un sopar d'aniversari per a aquella nit. Però Schneider és un assassí per contracte disfressat de manetes i el seu cap, Mertens, truca amb un contracte que diu que no es pot ajornar. Schneider assumeix de mala gana la tasca suposadament fàcil de matar Bax, un novel·lista segrestat en una cabana remota al costat del llac. Mertens insisteix que la feina es faci avui, i afegeix: "Ramon Bax és un assassí de nens". Bax, que presenta problemes importants d'abús de substàncies, resulta ser un sicari que també treballa per a Mertens. Ha oblidat que aquell dia havia de matar Schneider. Mertens li va dir: "Schneider és un assassí de nens". No obstant això, en Bax no està sol i aviat ha de fer front a la seva amant més jove, la Nadine, quan recorda que la Francisca, la seva filla adulta deprimida, està a punt d'arribar a una visita. Aviat, el seu pare lasciu, Gerard, també apareix amb una jove xicota.
Tant Schneider com Bax finalment s'adonen que s'estan jugant, però quan ho fan, hi ha massa complicacions per permetre'ls retrocedir fàcilment. Schneider utilitza una escort a qui ha salvat d'un proxeneta per fer-li feina de cobertura. La Francisca, que va arribar deprimida i frustrada perquè ningú a la seva vida sembla ajudar-la, fuig del seu pare i troba una barraca abandonada dins del santuari de vida salvatge que envolta la cabana. Mata en Gerard, el seu avi, quan comença a assetjar-la després de ser enviat al pantà per portar-la de tornada. La Francisca descobreix que el seu pare és un sicari, no sols un novel·lista, i intenta ajudar-lo a acabar amb Schneider. Mentrestant, Schneider segresta Mertens i el proposa com a objectiu de Bax. Bax mata a Mertens per error, tal com es pretenia. En Bax es prepara per sortir de casa perquè el seu cap ha mort i el contracte està apagat; considera que això s'aplica, en principi, també al seu company rival, Schneider. Però Schneider veu en Bax com un adversari que ha vist massa i el mata. Mentrestant, la Francisca ha descobert una força interior renovada i ha agafat el rifle de franctirador del seu pare per intentar eliminar l'amenaça de Schneider. Ell i la Francisca es cacen. Vol matar-la com l'últim testimoni dels seus crims. Aconsegueix desarmar-la des de fora de la barraca abandonada on ella va matar el seu avi, però quan ell entra per a la matança final, Francisca apareix nua i asseguda davant Schneider. Schneider dubta, després la deixa i es torna a reunir amb la seva família per a la celebració del seu aniversari.

## Repartiment
- Tom Dewispelaere com a Schneider
- Alex van Warmerdam com a Ramon Bax
- Maria Kraakman com a Francisca
- Annet Malherbe com a Gina
- Gene Bervoets com a Mertens
- Eva van de Wijdeven com a Nadine
- Pierre Bokma com a Bolek
- Henri Garcin com a Gerard
- Loes Haverkort com a Lucy

## Producció
La pel·lícula va ser coproduïda per Graniet Film i Czar TV de Bèlgica en col·laboració amb l'associació de difusió VARA. Va rebre 650.000 euros del Nederlands Filmfonds, 200.000 euros del Vlaams Audiovisueel Fonds i 470.000 euros de Eurimages. Va començar el rodatge el juliol de 2014 i va trigar dos mesos.

## Estrena
La pel·lícula es va estrenar als Països Baixos el 28 de maig de 2015. Es va projectar a la secció Contemporary World Cinema del Festival Internacional de Cinema de Toronto de 2015.